# Reichssteuer (HRR)
Der Begriff Reichssteuer bezeichnet im Sinne des Heiligen Römischen Reiches eine an den Kaiser des Heiligen Römischen Reiches abzuliefernde Steuer. Sie kann als Vorgänger der heutigen Bundessteuer angesehen werden.
Im Gegensatz zu den im Laufe der frühen Neuzeit an Bedeutung gewinnenden landesherrlichen Steuern konnte der Kaiser auf Reichsebene nur wenige Steuern durchsetzen, da hierfür die Zustimmung der auf dem Hoftag (ab 1495 auf dem Reichstag) versammelten Reichsstände notwendig war.
Das Reichssteuerverzeichnis von 1241 liefert wichtige Informationen über die Organisation von Königsterritorium und Reichsgut in staufischer Zeit.

## Einzelne Steuern des Reiches
Die bedeutendsten Reichssteuern waren:
- der Hussitenpfennig von 1427 zur Finanzierung der Hussitenkriege,
- die Reichssteuer zur Verteidigung gegen die Türken (Kriegssteuerverordnung von 1471),
- der Gemeine Pfennig von 1495 und
- der Matrikularbeitrag der einzelnen Reichsstände

als außerordentliche Steuern, die ad hoc anlässlich eines bestimmten Ereignisses bewilligt wurden, sowie
- der Kammerzieler von 1548 zur Finanzierung des Reichskammergerichtes als einzige ständige (ordentliche) Reichssteuer.[1]